# Réserve naturelle régionale de la pointe Saint-Gildas
La réserve naturelle régionale de la pointe Saint-Gildas (RNR276) est une réserve naturelle régionale située en Pays de la Loire. Classée en 2014, elle occupe une surface de 11,5 hectares.

## Localisation

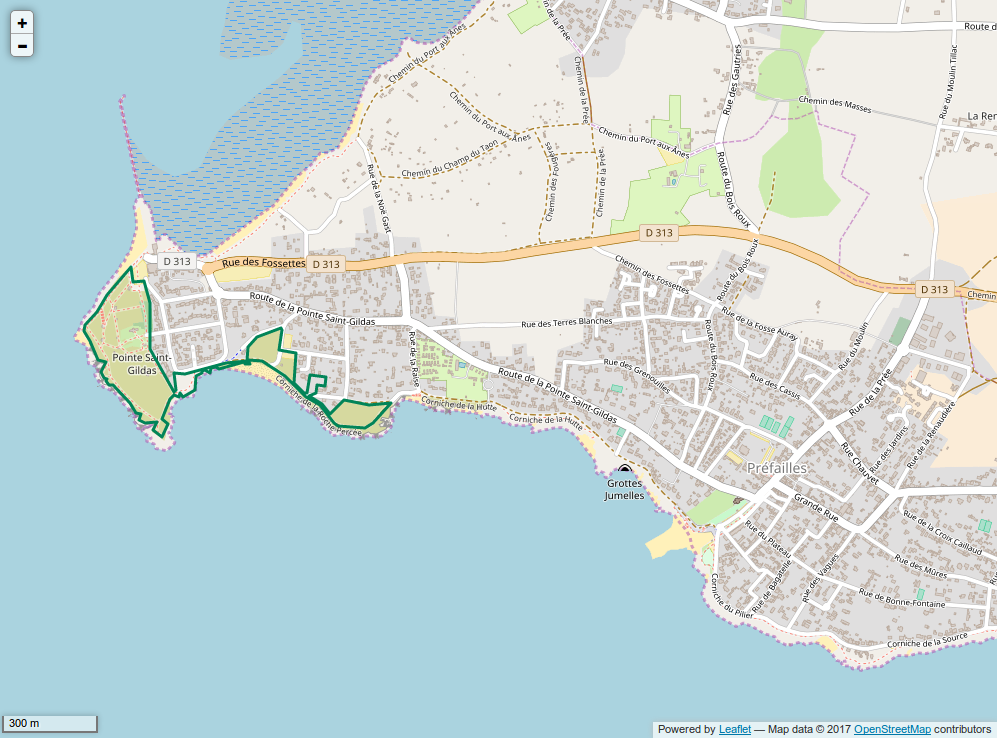
Périmètre de la réserve naturelle.

Le territoire de la réserve naturelle est dans le département de la Loire-Atlantique, sur la commune de Préfailles.

## Administration, plan de gestion, règlement
La réserve naturelle est gérée par la Mairie de Préfailles.

### Outils et statut juridique
La réserve naturelle a été créée par une délibération du Conseil régional du 14 avril 2014.